# Vladimir Siniavski
Vladimir Siniavski (Ucrania, Unión Soviética, 18 de febrero de 1932-27 de diciembre de 2012) fue un deportista soviético especialista en lucha libre olímpica donde llegó a ser subcampeón olímpico en Roma 1960.

## Carrera deportiva
En los Juegos Olímpicos de 1960 celebrados en Roma ganó la medalla de plata en lucha libre olímpica estilo peso ligero, tras el luchador estadounidense Shelby Wilson (oro) y por delante del búlgaro Enyu Valchev (bronce).